# تشارلز دبليو. بروكس
تشارلز دبليو. بروكس (بالإنجليزية: Charles W. Brooks)‏ هو محامي وضابط وبروفيسور وسياسي أمريكي، ولد في 8 مارس 1897 في مقاطعة بيورو في الولايات المتحدة، وتوفي في 14 يناير 1957 في شيكاغو في الولايات المتحدة. حزبياً، نشط في الحزب الجمهوري. وقد انتخب المدعي العام للدولة (1926 – 1932) وانتخب عضو مجلس الشيوخ الأمريكي (22 نوفمبر 1940 – 3 يناير 1949).